# Chrozophora gangetica
Chrozophora gangetica är en törelväxtart som beskrevs av Michel Gandoger. Chrozophora gangetica ingår i släktet Chrozophora och familjen törelväxter. Inga underarter finns listade i Catalogue of Life.